# 奥涅 (瓦兹省)
奥涅（法語：Ognes，法語發音：[ɔɲ]）是法国瓦兹省的一个市镇，属于桑利斯区。

## 地理
奥涅（49°5'59"N, 2°49'38"E）面积6.76 平方千米，位于法国上法蘭西大區瓦兹省，该省份为法国北部内陆省份，北起索姆省，西接厄尔省和滨海塞纳省，南至塞纳-马恩省和瓦兹河谷省，东临埃纳省。
与奥涅接壤的市镇（或旧市镇、城区）包括：瓦斯里、布雷日、谢夫勒维尔、楠特伊勒欧杜安、锡伊勒隆。

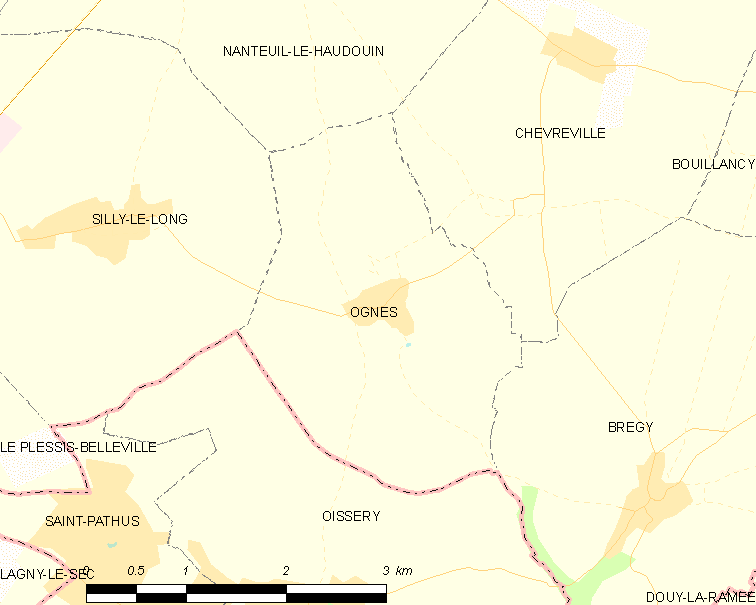
的OSM定位图

奥涅的时区为UTC+01:00、UTC+02:00（夏令时）。

## 行政
奥涅的邮政编码为60440，INSEE市镇编码为60473。

## 政治
奥涅所属的省级选区为楠特伊勒欧杜安县。

## 人口

1962-2008年间人口变化图示

奥涅于2022年1月1日时的人口数量为328人。